# Kąty (Biała Podlaska)
Pour les articles homonymes, voir Kąty.
Kąty (prononciation : [ˈkɔntɨ]) est un village polonais de la gmina de Kodeń dans le powiat de Biała Podlaska de la voïvodie de Lublin dans l'est de la Pologne.
Il se situe à environ 7 kilomètres au nord-ouest de Kodeń (siège de la gmina), 32 kilomètres à l'est de Biała Podlaska (siège du powiat) et 104 kilomètres au nord-est de Lublin (capitale de la voïvodie).

## Histoire
De 1975 à 1998, le village est attaché administrativement à la voïvodie de Biała Podlaska.
Depuis 1999, il fait partie de la voïvodie de Lublin.